# Пражский грош
Пра́жский грош — разновидность гроша, одна из самых распространённых монет Средневековья, которую чеканили в период с 1300 по 1547 год. Изначально появился вследствие денежной реформы чешского короля Вацлава II, согласно которой серебро из богатых рудников могло покидать государство только в виде монеты. Пражские гроши получили широкое распространение в международной торговле и стали торговой монетой. Они были в обращении в странах центральной Европы, а именно немецких государствах, Австрии, Венгрии, Польше, а также в Великом княжестве Литовском. Также пражские гроши получили широкое распространение в государствах, образовавшихся на территории Древнерусского государства.
Во время гуситских войн (1420—1434) и в послевоенный период регулярная чеканка пражских грошей была прекращена. Несмотря на возобновление их выпуска после 39-летнего перерыва при короле Йиржи из Подебрад, они перестали выполнять роль доминирующей денежной единицы. В 1547 году после подавления восстания чехов против политики императора Фердинанда I выпуск пражских грошей был окончательно прекращён.

## Предпосылки появления

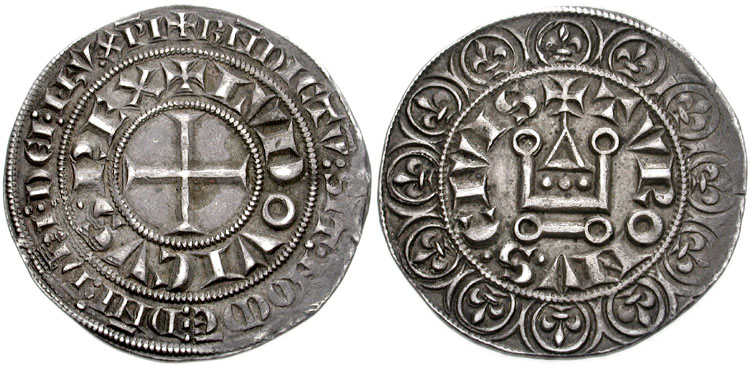
Прообраз пражского гроша гро турнуа 1266 года

Изначально в связи с недостатком серебра в Средние века новая монета перевыпускалась из старой, изношенной. Процесс перевыпуска сопровождался хоть и небольшим, но постоянным снижением пробы и веса. Вес средневекового серебряного денария постоянно уменьшался, в то время как диаметр оставался неизменным. Кружок монеты стал настолько тонким, что изображения аверса и реверса проступали на противоположных сторонах, тем самым искажая друг друга. Такие монеты носят название полубрактеата, или «лёгкого пфеннига». После начала крестовых походов в Европу стали поступать большие объёмы благородных металлов. Серебряные денарии перестали отвечать потребностям бурно развивающейся торговли.
В 1266 году в Туре была отчеканена крупная монета весом 4,22 г из 23-каратного серебра. Она получила название «гро турнуа» или турского гроша. Начав её чеканку, Франция положила начало распространению крупной серебряной монеты, необходимость в которой была вызвана развитием торговли.
С 1280 года в области современного города Кутна-Горы начались крупные разработки серебряных рудников. В XIII веке началась «серебряная лихорадка», когда около 100 тысяч человек из разных стран устремились в эту область. Ежедневно на рудниках работали 60 тысяч горняков. С 1290 по 1350 год в области ежегодно добывали более 20 тонн чистого серебра. Именно благодаря добыче серебра чешские короли укрепили свою власть и положение в Священной Римской империи. Потребности торговли и открытие богатейших залежей благородных металлов в районе Кутна Горы обусловили денежную реформу Вацлава II, вследствие которой и появился пражский грош.

## Денежная реформа и появление пражского гроша

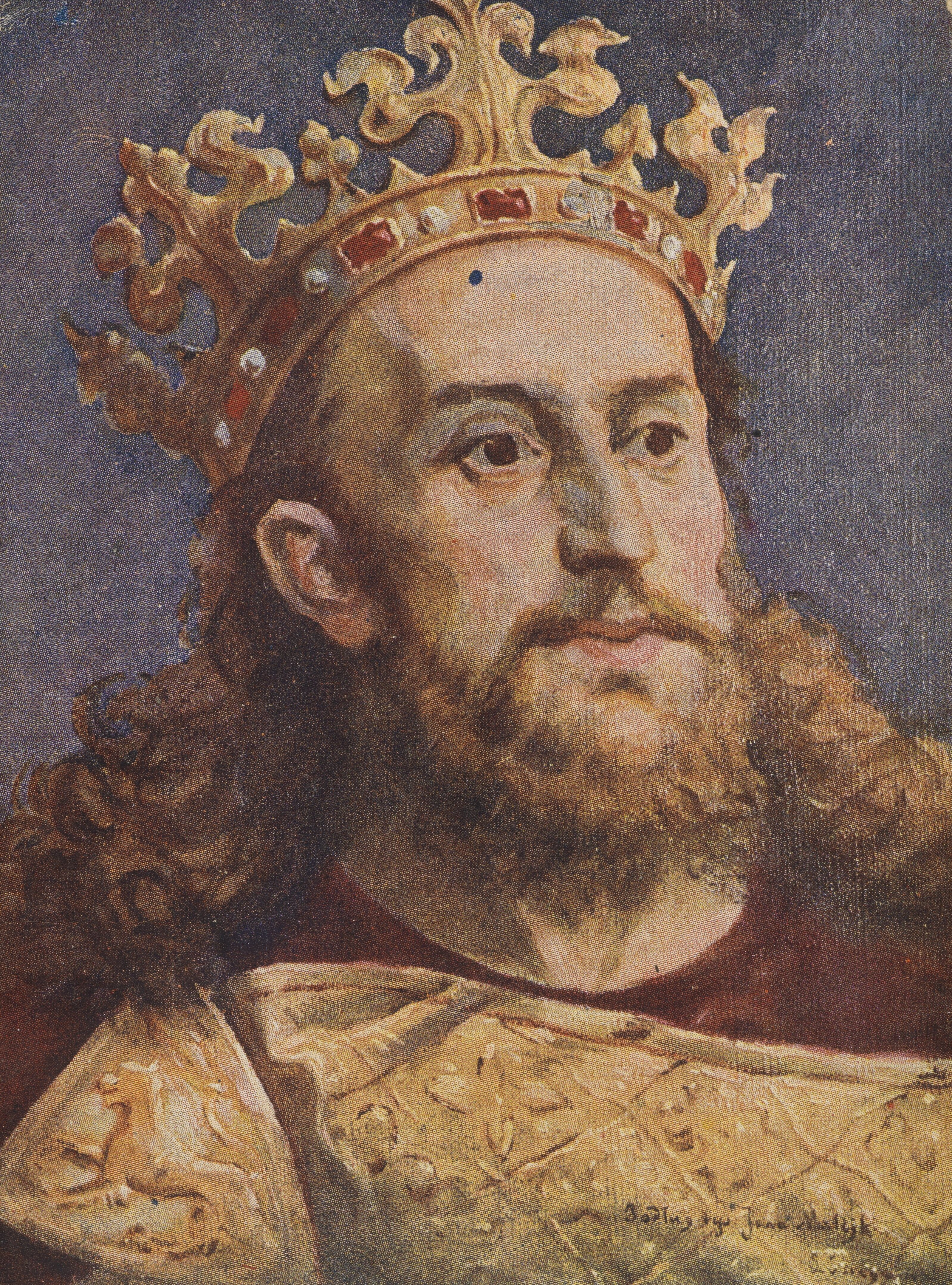
Король Чехии Вацлав II, при котором стали чеканить пражские гроши. Воображаемый портрет работы Яна Матейко

При чешском короле Вацлаве II была проведена денежная реформа. Был построен город Кутна-Гора, в котором обустроен монетный двор. С помощью привлечённых флорентийских финансистов налажена работа по массовому выпуску крупных серебряных монет. Одновременно проведена денежная реформа. В Чехии запрещалось свободное обращение серебра. Собственники рудников теперь должны были сдавать металл на монетный двор, получая взамен пражские гроши. Иностранцы могли приобретать чешское серебро, главный товар государства в Средние века, только в виде монет. Королевская казна получила огромный источник доходов, а Кутна-Гора стала крупнейшим эмиссионным центром Европы.
Считается, что прототипом для чешских монет стали турские гроши. Схожесть французских и чешских денег состоит в том, что они делились на 12 монет меньших номиналов (турский грош на 12 денье, пражский — на 12 парвусов до 1327 года, затем геллеров). Их весовые характеристики были схожи. Из одной пражской гривны (253,14 г) серебра 938 пробы чеканили 64 пражских гроша. При Вацлаве II вес первых монет составлял 3,955 г при содержании чистого серебра 3,71 г. Известная чешская учёная-историк Э. Ногелова-Пратова считала, что по внешнему виду пражский грош больше всего похож на мессинский золотой пьерреал. Эту теорию также подтверждает то, что денежную реформу в Чехии проводили приглашённые итальянские банкиры.

## Внешний вид и другие характеристики пражских грошей
Аверс содержал изображение чешской короны и двойную круговую надпись «WENCEZLAVS SECVNDVS» (рус. Вацлав II) во внутреннем круге и «DEI GRATIA REX BOEMIE» (рус. Божьей милостью король Богемии) во внешнем. На реверсе в центре помещён чешский лев и круговая надпись «GROSSI PRAGENSES», из-за которой монеты и получили своё название. На протяжении всего периода чеканки пражские гроши сохраняли одинаковый вид. Изменялись лишь имена монархов, мелкие детали, вес и содержание серебра. Данные монеты выпускались на протяжении весьма продолжительного времени при правлении следующих королей: Вацлава II (1300—1305), Яна I Люксембургского (1310—1346), Карла I (1346—1378), Вацлава IV (1378—1419), Йиржи (Георгия) из Подебрад (1458—1471), Владислава II (1471—1516), Людовика II (1516—1526) и Фердинанда I (1526—1547).
При отсутствии даты на монетах до 1533 года хронологические рамки выпуска каждого конкретного пражского гроша определяются по целому ряду признаков. Ряд исследователей отдают приоритет весовым характеристикам и пробе серебра, считая их объективными критериями. Ориентировочные показатели приведены в таблице 1:
| Король              | Годы чеканки | Вес, г    | Проба серебра  |
| ------------------- | ------------ | --------- | -------------- |
| Вацлав II           | 1300—1305    | 3,77—3,86 | 930            |
| Ян I Люксембургский | 1311—1327    | 3,64—3,76 | 907—918        |
| Ян I Люксембургский | 1327—1340    | 3,5—3,72  | 880—904        |
| Ян I Люксембургский | 1340—1346    | 3,53—3,55 | 868—880        |
| Карл IV             | 1346—1355    | 3,5       | 848 (843——936) |
| Карл IV             | 1350—1358    | 3,37      | 865 (844——870) |
| Карл IV             | 1358—1370    | 3,25      | 863 (837——865) |
| Карл IV             | 1370—1378    | 2,94      | 763 (643——767) |
| Вацлав IV           | 1378—1386    | 2,9       | 820            |
| Вацлав IV           | 1405—1407    | 2,66      | 666            |
| Вацлав IV           | 1407—1419    | 2,7       | 610 (620—665)  |

Во время гуситских войн и в послевоенный период при чеканке пражских грошей использовали старые штемпели Вацлава IV. Отсутствие должного контроля за качеством выпускаемой продукции привело к появлению низкопробных монет с нечётким изображением.
В 1457 году был возобновлён регулярный выпуск серебряных грошей, однако он осуществлялся в значительно меньших объёмах. Кутна-Гора утратила значение самого большего эмиссионного центра Европы.

## Международный оборот грошей
С 1300 года и до конца XV столетия пражские гроши оставались крупнейшей серебряной монетой, в связи с этим получив широкое распространение в международной торговле. Высокопробные и красивые, они стали торговыми монетами, так как после денежной реформы Вацлава II серебро из богатых чешских рудников могло попадать на иностранные рынки только в монетарном виде. Пражские гроши были в обращении в странах центральной Европы, а именно немецких государствах, Австрии, Венгрии, Польше, а также в Великом княжестве Литовском.
Следствием распространения пражских грошей на территории Великого княжества Литовского стало появление счётно-денежных понятий копы и полукопы, рубля и полтины. 60 грошей составляли копу. Бо́льшую часть XIV столетия она почти соответствовала «рублю». Падение качества и содержания серебра привело к увеличению их количества в рубле до 96 (к концу XIV столетия), а затем — до 100 (с 1413 года). В результате сформировались две счётные единицы — «рубль» и «копа». Первая была равной 100, а вторая 60 грошам. Приток чешских монет на территорию Великого княжества Литовского начался в первой трети XIV столетия, а в XV—XVI веках они становятся основной денежной единицей государства.
Пражский грош получил широкое распространение в государствах, образовавшихся на территории Древнерусского государства (Киевской Руси). В частности, он был интегрирован в денежно-весовую систему Полоцкого княжества, включавшую такие специфические единицы, как изрой, ногата, заушня и долгей. В Красной Руси они стали основной денежной единицей. Пражские гроши находят в кладах на территориях Московского княжества и Новгородской земли. Однако скорее всего попадающие в казну чешские серебряные монеты переплавлялись. Из получаемого серебра чеканили собственную монету. Одной из самых отдалённых от места первоначального выпуска находок этой монеты является каратунский клад в Татарстане.

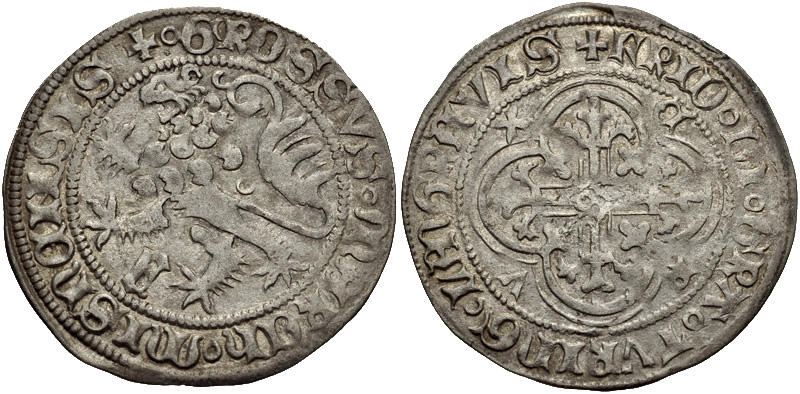
Подражание пражскому — мейсенский грош

Широкое распространение пражских грошей как торговой монеты привело к тому, что в государствах Южной Германии, Вестфалии, Брауншвейга и Саксонии на них начали наносить контрмарки, то есть ставить клеймо. Это придавало монетам статус законного платёжного средства на соответствующих территориях.
В 1338 году в подражание пражскому были отчеканены мейсенские гроши. Вскоре грош становится одной из основных денежных единиц германских государств. Начиная со второй половины XIV века, благодаря развитию и определённому упорядочиванию денежного оборота Европы, грош становится монетой среднего номинала, занимая положение между денариями и золотыми (флоринами, гульденами и цехинами). Широкое распространение чешских серебряных монет в XIV—XV веках определяется в нумизматике как «период пражского гроша».

## Прекращение выпуска

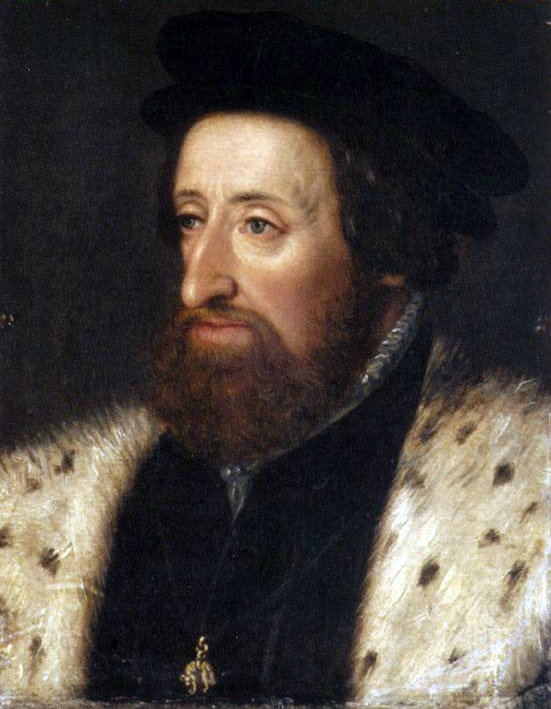
Император Священной Римской империи Фердинанд I, при котором был прекращён выпуск пражских грошей

Во время гуситских войн (1420—1434) и послевоенный период регулярная чеканка пражских грошей была прекращена. Несмотря на возобновление их чеканки после 39-летнего перерыва при короле Йиржи из Подебрад они перестали выполнять роль доминирующей денежной единицы. В городах и торговых центрах, при отсутствии новых поступлений, монеты стирались, теряя как элементы внешнего вида, так и значительную часть веса. Отчеканенные по образцу пражского мейсенский, краковский гроши и другие монеты вытеснили свой прообраз из международной торговли.
В 1510—1512 годах в области Рудных гор на северо-востоке Богемии были открыты богатые месторождения серебра. В 1518 году барон Шлик получил монетную регалию (право на чеканку собственной монеты) от короля Чехии и Венгрии Людовика. В том же году было выпущено около 61,5 тысяч крупных серебряных монет по типу гульдинера. Их чеканка стала регулярной. В 1526 году Штефан Шлик участвовал в неудачной для христиан битве с турками при Мохаче. В ней он погиб вместе со своим сюзереном королём Людовиком. Ситуацией воспользовался эрцгерцог Австрии Фердинанд I Габсбург. Наследницей престола являлась его супруга Анна Ягеллонка. В феврале 1527 года в Праге состоялась коронация Фердинанда.
В 1528 году у семьи покойного графа Шлика было отобрано право чеканить собственные деньги. Монетный двор в Йоахимстале стал королевским. Новые крупные серебряные монеты и их подражания получили по имени места добычи название иоахимсталера (позже просто талера) и вскоре заняли, вместо грошей, доминирующую роль в международной торговле.
В 1546 году рудники Кутна-Горы были затоплены. В 1547 году город присоединился к восстанию против политики императора Фердинанда I. После его подавления город потерял свою привилегию на чеканку монеты. Таким образом с 1547 года выпуск пражских грошей был окончательно прекращён.

## Комментарии
1. ↑  В скобках указаны годы выпуска пражских грошей, а не правления королей.